# Leavenworthia stylosa
Leavenworthia stylosa е вид цъфтящо растение от семейство Кръстоцветни (Brassicaceae). Видът е незастрашен от изчезване.
Обикновено цъфти от месец март до май. Цветовете са бели или жълти на цвят с жълт център и широки около 2,5 cm. Върховете на венчелистчетата са изрязани.

## Разпространение
Видът се среща само в кедровите поляни и ниско разположените поля на Тенеси.
Жълти разновидности се срещат по-често на север от Нашвил, докато бели сортове се срещат по-често на юг.